# 朝岡隆蔵
朝岡 隆蔵（あさおか りゅうぞう、1976年6月21日 - ）は、千葉県千葉市出身の元サッカー選手、サッカー指導者。

## 経歴
布啓一郎が監督を務める市立船橋高校に進学し、3年生だった1994年度に第73回高校選手権に出場し、同校初の全国優勝を果たした。この大会で朝岡は準々決勝までの4試合にMFとして出場して2得点をあげる ものの、準決勝と決勝は体調不良のために欠場し、優勝は自宅のテレビで見守った。
高校卒業後は、日本大学に進学してサッカーを続け、サッカー部主将も務めた。その後、教員免許を取得して2008年に母校の市立船橋高校に教員として赴任し、同校サッカー部のコーチを務めた。2011年4月に、石渡靖之の後任としてサッカー部監督に就任。同年度の第90回高校選手権で優勝を果たす。以降も、2013年度の第92回大会、2015年度の第94回大会、2016年度の第95回大会に出場した。また、高校総体では2013年と2016年に全国優勝し、高円宮杯U-18サッカーリーグでは2014年からプレミアリーグに所属している。2018年に日本サッカー協会公認S級コーチライセンスを取得。
2019年3月をもって市立船橋高校の監督を退任。同年4月25日、ジェフユナイテッド千葉U-18Aの監督に就任すると発表された。
2023年4月1日から中国の成都市サッカー協会 U-18の監督に就任。
2024年4月からふたば未来学園高等学校の監督に就任した。

## 指導歴
- 1999年 - 2000年 千葉市立朝日ヶ丘中学校サッカー部 コーチ[4]
- 2000年 - 2003年 敬愛学園高校サッカー部 コーチ[4]
- 2001年 - 2005年 FC稲毛 ジュニアユース監督[4]
- 2003年 - 2005年 千葉県立市原八幡高校サッカー部 コーチ[4]
- 2005年 - 2008年 船橋市立法田中学校サッカー部 監督[4]
- 2008年 - 2019年 船橋市立船橋高校サッカー部
  - 2008年 - 2011年 コーチ[4]
  - 2011年 - 2019年 監督[1]
    - 2014年 日本高校選抜コーチ[6]
    - 2015年  国民体育大会千葉県選抜ヘッドコーチ[6]
    - 2016年  国民体育大会千葉県選抜監督[6]
    - 2019年 日本高校選抜 監督[6]
- 2019年4月 - 2023年 ジェフユナイテッド千葉U-18 監督
- 2023年4月1日 - 2024年1月31日  中国四川省成都 U-18 監督
- 2024年4月 - ふたば未来学園高等学校 監督[7]